# 1589 Fanatica
Fanatica (asteróide 1589) é um asteróide da cintura principal, a 2,1928048 UA. Possui uma excentricidade de 0,0926427 e um período orbital de 1 372,21 dias (3,76 anos).
Fanatica tem uma velocidade orbital média de 19,1594012 km/s e uma inclinação de 5,26297º.
Esse asteróide foi descoberto em 13 de Setembro de 1950 por Miguel Itzigsohn.